# Santa María de Besora
Santa María de Besora (en catalán y oficialmente Santa Maria de Besora) es un municipio español de la comarca de Osona, Barcelona, en el límite con la del Ripollés y en la subcomarca del Bisaura. Es también conocido como Besora. 

Localización de Santa María de Besora en Osona

## Demografía
Santa María de Besora cuenta con una población de 164 habitantes (INE 2024).
| Gráfica de evolución demográfica de Santa María de Besora entre 1842 y 2021                                           |
| |
| Población de derecho según los censos de población del INE. Población de hecho según los censos de población del INE. |

## Comunicaciones
La carretera local BV-5227 comunica la población con San Quirico de Besora y con Vidrá.

## Economía
Agricultura de secano y ganadería.

## Historia
La iglesia de Santa María de Besora está documentada desde 875 cuando el conde Wifredo el Velloso la cedió al monasterio de San Juan de las Abadesas. A principios del siglo X aparece citado por primera vez el castillo de Besora que fue dinamitado en 1838 durante la primera guerra carlista. El actual núcleo urbano empezó a construirse a mediados del siglo XVIII, alrededor de la nueva iglesia de Santa María, construida en el llano junto al camino que conducía a San Quirico de Besora y a Vidrá.

## Lugares de interés
- Ruinas del castillo de Besora, declarado bien de interés cultural y de su capilla.
- Ermita de San Moí o San Mus, de origen medieval.
- Iglesia de San Salvador del Prat, de estilo románico.